# Melomys caurinus
Melomys caurinus is een knaagdier uit het geslacht Melomys dat voorkomt op Karakelong in de Talaud-eilanden, ten noordoosten van Sulawesi. Deze soort behoort tot dezelfde groep binnen Melomys als de andere soort uit de Talaud-eilanden, M. talaudium, M. fulgens uit Seram, M. leucogaster uit Nieuw-Guinea en M. arcium uit Rossel; deze vijf soorten werden vroeger als één soort gezien.
Hoewel hij erg lijkt op de andere Melomys-soort die op Karakelong voorkomt, M. talaudium, heeft hij een kortere staart en een donkerdere rug. Hij wordt zo'n 175 mm lang, met een staart van 135 à 140 mm, een achtervoet van 30 mm en een oor van 15 mm. Deze cijfers zijn echter gebaseerd op slechts twee exemplaren. In totaal zijn er vier bekend: het holotype in The Natural History Museum in Londen, en drie exemplaren in het Museum Zoologicum Bogoriense op Java. Van deze drie zijn er twee op dezelfde dag als het holotype (17 september 1917) gevangen, en zijn dus waarschijnlijk daarmee tegelijk gevangen, en één is gevangen op 25 april 1927 in Beo op Karakelong. Melomys talaudium werd de volgende dag daar gevangen, wat het erg waarschijnlijk maakt dat ze sympatrisch zijn.
Ondanks de verschillen lijken de beide Melomys-soorten van Karakelong erg op elkaar, en het lijkt waarschijnlijk dat ze van dezelfde voorouder afstammen. Waarschijnlijk is M. caurinus echter terrestrisch, terwijl M. talaudium in bomen leeft. De naam caurinus betekent "staart" en verwijst waarschijnlijk naar de korte staart.